# Stadio Simonetta Lamberti
Lo stadio comunale Simonetta Lamberti è un impianto sportivo di Cava de' Tirreni.
Ospita gli incontri interni del locale club calcistico della Cavese.

## Storia

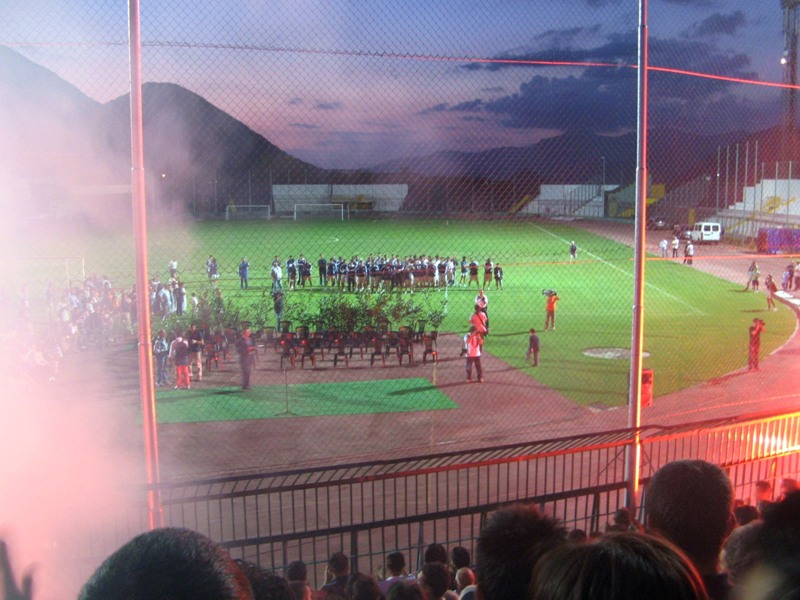
Il terreno di gioco, la curva nord, parte dei distinti visti dalla curva sud “Catello Mari”

L'impianto, progettato dall'ingegnere Vittorio Casillo, venne inaugurato il 12 gennaio 1969 per la gara Cavese-Leonida Gragnano valida per il campionato di promozione, terminata 0-0.
Il nome attuale fu adottato il 2 aprile 1983 per la gara Milan-Cavese della 28ª giornata del campionato di Serie B 1982-1983 terminata 2-2 in ricordo dell'omicidio di Simonetta Lamberti, undicenne uccisa il 29 maggio 1982 in un attentato di camorra il cui obiettivo era suo padre, il magistrato Alfonso Lamberti. In precedenza, erano stati accostati anche altri nomi da dare all'impianto sportivo, come quello di Virgilio Felice Levratto o Bruno Mazzotta, entrambi ex calciatori della Cavese, oppure a Gino Palumbo, ex giornalista metelliano de La Gazzetta dello Sport.
Nel 1980 al Simonetta Lamberti (allora semplicemente noto come stadio comunale), si disputò un'amichevole tra la stessa Cavese e l'Italia di Enzo Bearzot.
Il 12 dicembre 1983, l'impianto ha ospitato l'incontro Italia-Cipro valido per il girone di qualificazione del Campionato europeo di calcio Under-21 del 1984. Gli azzurri vinsero per 2-0 e si qualificarono all'europeo.
Il Simonetta Lamberti ospitò anche un secondo incontro della nazionale italiana Under-21: l'8 settembre 1999 contro la Danimarca, terminato 3-1.
Il 30 aprile 2006 la curva sud viene intitolata a Catello Mari, calciatore della Cavese scomparso il 16 aprile precedente in un incidente stradale. Successivamente, nel 2008 la sala stampa ristrutturata, venne intitolata al giornalista Raffaele Senatore.
Il 12 settembre 2012, il Lamberti ha ospitato un'amichevole dell'Italia Under-19 contro il Portogallo, terminata 2-0.
Nell'estate 2019 l'impianto ha ospitato alcuni incontri del torneo di calcio della XXX Universiade.
Nel luglio 2020 si sono conclusi i lavori di adeguamento dell'impianto di illuminazione per portare lo stadio agli standard LEGA-PRO serie C, per rispettare tali valori sono stati utilizzati 96 apparecchi di illuminazione di ultima generazione.

## Incontri internazionali ufficiali
| Arbitro: | Snoody |

|                            |           |  |
| Battistini 23’ Mancini 46’ | Marcatori |  |

| Arbitro: | Mendez |

|                                         |           |           |
| Coco 3’ Ventola 77’ Petersen 89’ (aut.) | Marcatori | 66’ Smith |

## Struttura
Lo stadio è formato da un unico anello, tranne il settore tribuna che ne dispone di due, di cui quello superiore coperto ed è dotato di un impianto di illuminazione per le manifestazioni in notturna e di una pista di atletica (l'unica nella provincia di Salerno ad 8 corsie insieme a quella presente nello stadio Dirceu di Eboli), oltre ad una pedana per il salto in alto di recente costruzione.
Il Lamberti è poi dotato di: sala stampa e riprese video, palestra, sala interviste, quattro spogliatoi per atleti, due per gli arbitri, sala antidoping e parcheggio atleti.
Ecco, invece, l'elenco dei settori in cui è schematizzato lo stadio:
- curva Sud “Catello Mari” (tifosi locali);
- curva Nord (tifosi ospiti);
- Distinti;
- tribuna scoperta inferiore;
- tribuna coperta laterale superiore;
- tribuna coperta centrale superiore;
- tribuna vip;
- tribuna stampa "Gino Palumbo".

### Capienza
La capienza dell'impianto è cambiata nel corso degli anni. Il picco massimo di affluenza si è registrato nella partita Cavese-Milan del campionato di Serie B 1982-1983 terminata 2-2, all'evento ci furono circa 22 000 spettatori In numerose occasioni ci sono state grosse affluenze, ma per via delle nuove norme imposte dagli enti, la capienza dell'impianto è stata ridotta sempre di più. Oggi il "Simonetta Lamberti" ha una capienza massima di 7 000 posti e una certificata di 5 200 posti, di cui 800 sono riservati al settore ospiti.

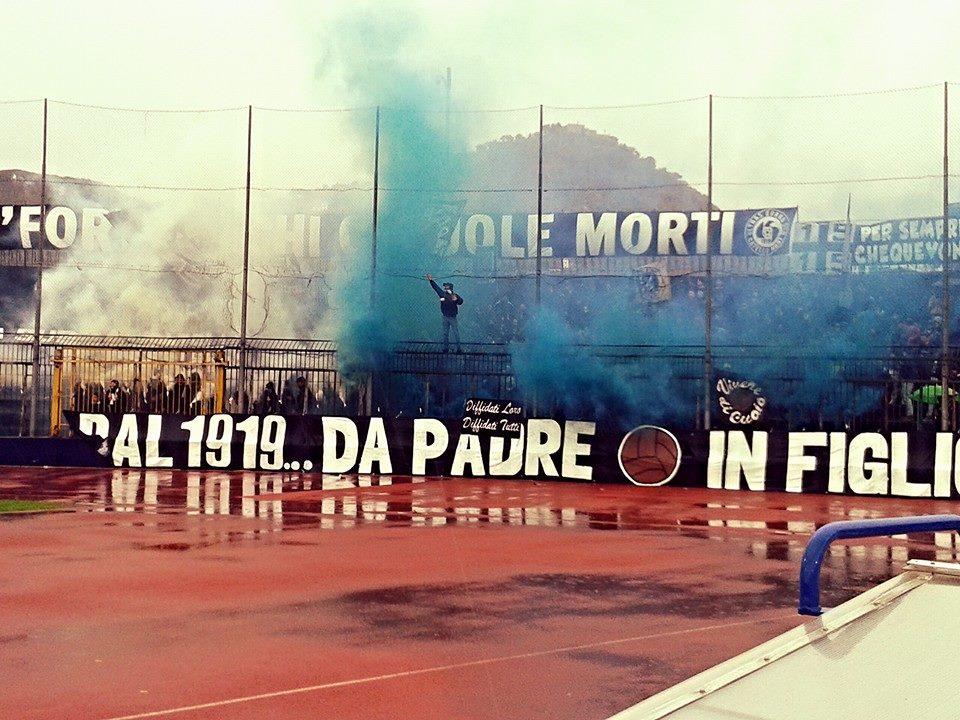
La curva Sud Catello Mari
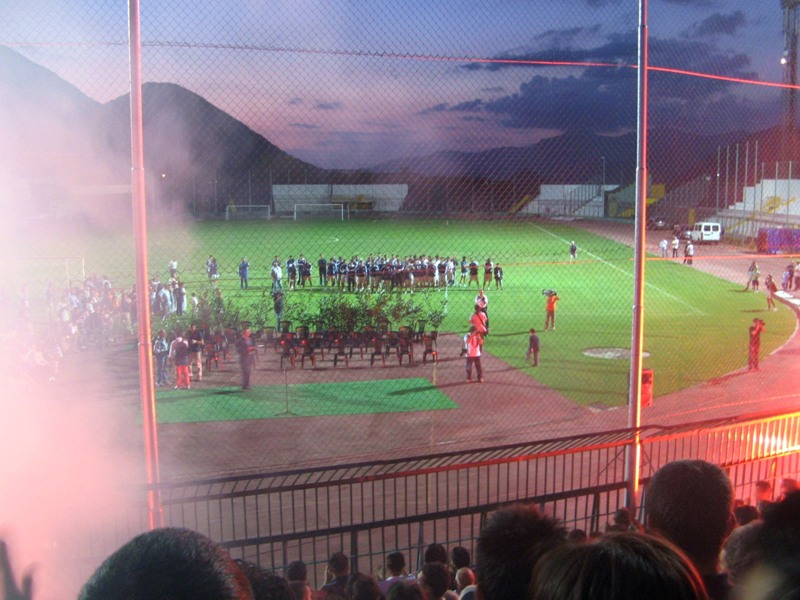
Il terreno da gioco
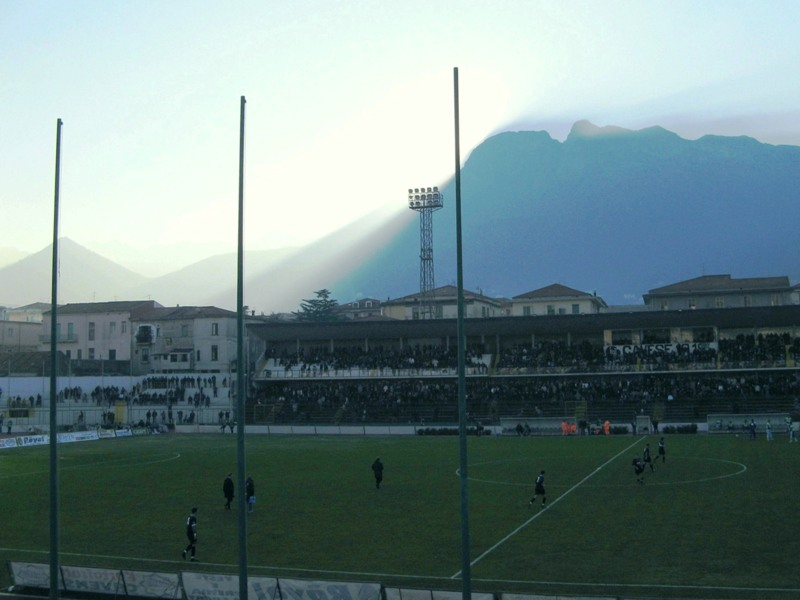
L'impianto visto dall'interno

### Impianto di illuminazione
L'impianto di illuminazione è composto da quattro torri di 35 metri di altezza (quota terrazzino di sommità), delle quali due (lato tribuna centrale) equipaggiate con 29 proiettori e le altre due (lato distinti) equipaggiate con 19 proiettori.
Sulle torri faro sono stati montati proiettori modello Philips Arena Vision BVP427 T30 2120/757 con differenti ottiche S3 (n.10), S4 (n.64) e S5 (n.22).

## Eventi

### Concerti
Il "Simonetta Lamberti" ha ospitato concerti dei più grandi artisti del panorama musicale mondiale e nazionale, su tutti spiccano i due concerti dei Pink Floyd che si tennero il 25 ed il 26 maggio 1989. Tra gli altri artisti che si sono esibiti nello stadio figurano: Bob Dylan, Deep Purple, The Clash, The Cure, Sting, Prince, Tina Turner, Simply Red, Simple Minds, Duran Duran, Dire Straits, Spandau Ballet, Vasco Rossi, Zucchero Fornaciari, Claudio Baglioni, Francesco De Gregori, Pino Daniele che vi incise il suo secondo album dal vivo E sona mo', Eric Clapton.

### Disfida dei Trombonieri
Dal 1974, a cadenza annuale nella prima settimana di luglio, il “Simonetta Lamberti” è teatro della Disfida dei Trombonieri, evento storico-folcloristico che rievoca l'aiuto dato dai cavesi al re di Napoli Ferdinando d'Aragona nella battaglia di Sarno del 1460. Il sovrano, per riconoscenza, inviò alla “Università de la Cava” una lettera con cui si dichiarava disponibile ad esaudire tutte le richieste del popolo amico e, in allegato, la cosiddetta Pergamena bianca, completa della sua firma e dei sigilli, nella quale i cavesi avrebbero potuto scrivergli cosa gradivano. I cavesi non compilarono mai il documento che è tuttora conservato intatto nel comune.
I trombonieri dei quattro distretti aragonesi (Pasculano, Mitiliano, Sant'Adiutore e Corpo di Cava), un gruppo alla volta, in batterie di sparo con il trombino davanti ad una giuria di esperti che valuta la velocità di caricamento, la precisione e lo stile dei concorrenti secondo un rigoroso e dettagliato regolamento. Alla fine della Disfida vengono consegnati i premi “Città fedelissima” e, soprattutto, la leggendaria Pergamena bianca, che il casale vincente conserverà fino all'edizione successiva. In totale si sfidano 8 diversi sodalizi: Casale SS.Sacramento e Casale Filangieri (Corpo di Cava), Casale Senatore e Casale Santa Maria del Rovo (Pasculano), Casale Borgo Scacciaventi - Croce e Casale Montecastello (Mitilliano), Casale Sant'Anna e Casale Sant'Anna all'Oliveto (Sant'Adiutore). La squadra Senatore, pur non rappresentando un vero e proprio distretto ma una famiglia originaria della città, è assimilata al distretto Pasculano.

## Trasporti
La struttura è facilmente raggiungibile poiché è situata a circa cento metri dall'uscita autostradale dell'A3 sulla tratta Napoli-Salerno. Con i trasporti pubblici, lo stadio è raggiungibile tramite le linee 4 e 9 di Busitalia Campania  che fermano alla ferrovia.